# Посошков Іван Тихонович
Іван Тихонович Посошков (1652—1726) — московський публіцист, підприємець та економіст. Вважається одним з перших московських економістів-теоретиків. Головний твір — «Книга про убогість і багатство» («Книга о скудости и богатстве») написана автором у 1724 році.

## Походження та дитинство
Іван Посошков походив з родини ювелірів-срібрильників села Покровського, що було розташоване неподалік від Москви, на правому березі р. Яузи. У Покровському мешкали не тільки хлібороби й челядь, але й «неорні» селяни, які займалися всілякими промислами і збували свою продукцію в московських торговельних рядах. Документи перепису населення села, які збереглися в архіві, показують, що сімнадцять селян оброчників займалися «мистецтвом», а семеро були ювелірами-срібрильниками. Серед них був і дід з батьком майбутнього мислителя. З родини заможних ювелірів походила й мати Івана Посошкова. Немає достеменних свідчень про дитинство І.Посошкова. Але, скоріше за все, визначальну роль у його вихованні те торговельно-ремісницьке середовище, в якому він жив.

## Комерційна, підприємницька та державно-господарська діяльність
Посошков отримав різнобічні професійно-практичні навички, розбирався в комерції. Невідомо, чи вчився Посошков. Думка про те, що простий народ необхідно вчити грамоти, звучить у багатьох його творах, але сам він навряд чи де навчався. Швидше за все, Посошков був самоуком в повному розумінні цього слова. Його твори свідчать про знання богословської літератури. Є підстави говорити, що Посошков добре знав Соборне Укладення 1649 року — основний кодекс феодального права. Але настільною книгою Посошкова був, очевидно, «Домострой», вплив якого особливо відчувається в останніх його творах. Свою кар'єру І. Т. Посошков почав на посаді майстра монетного двору, але вже в 1697 р. він звернувся до Петра із пропозицією про введення нової моделі вогнепальної зброї, що свідчить про його обізнаність у збройовій справі («Записка о ратном поведении»).
Грошова реформа Петра І на початку XVIII століття скасувала старе рахування на «гроші» й «алтини», зробивши розрахунковою одиницею копійку. У Москівщині десятирічна монетна система була введена на десять років раніше, ніж у США. Створюючи нову грошову систему, цар широко використав технічне оснащення європейських монетних дворів, і Посошков був чи не єдиним майстром, що зміг установити німецькі преси, замовлені для мідного монетного двору. В 1704 році Посошков мав спробу заснування виробництва гральних карт. Але це виробництво він так і не налагодив. В саме той час він поступив на іншу казену службу — «у водочного сидения» в казеному питному дворі. До від'їзду до Новгорода Посошков цікавився не тільки «грошовими справами». Його усе більше й більше цікавили проблеми духовної культури. У своєму селі Посошков відкрив гуральню. Правда це ще не дає підстав стверджувати, що Посошков остаточно став купцем-підприємцем. Можливо це були тільки спроби завести прибуткову справу. Винокурний завод себе не виправдав, хоча і якийсь прибуток Посошков встиг отримати. Загальна оцінка нерухомості Посошкова (1726) становила біля трьох тисяч рублів.

## Літературна спадщина
Літературною справою Посошков зайнявся в зрілому віці, йому вже було біля п'ятдесяти років, тому рекомендації його досить зважені й обережні, хоча стриманість йому іноді й зраджувала, особливо коли він говорив про Московське царство, його потреби й його майбутнє. Полеміці з розкольниками й іновірцями присвячений перший великий твір Посошкова, написаний у той час, — «Зерцало очевидное»(1708).
Життя у Новгороді дало Посошкову новий матеріал для роздумів. Він продовжував доповнювати написане раніше «Зерцало очевидное». Вже у похилому віці (в 1712 році) у нього народився син Микола. Придбання нерухомості свідчило, що Посошков хотів «пустити коріння». Насувалася старість, і він узявся за викладання спадкоємцеві правила праведного духовного й світського життя. Так з'явився інший великий твір І.Посошкова — «Завещание отеческое к сыну»(1719), що було присвячене релігійним і морально-етичним проблемам. Після «Завещания отеческого» Посошков спробував здійснити давній ще один задум свого життя — викласти в особливій книзі свою велику програму «исправления всех неисправ» у Московському царстві. Тут уявлення про особисто-приватний і загально-суспільний інтерес майже повністю збігались.

## «Книга про убогість і багатство» як виразникекономічнихта соціально-політичнихідейІвана Посошкова
В 1721 році закінчилась Північна війна. Здавалось, тягари воєнного часу мали скінчитись, петровський уряд почав вирішувати низку важливих господарських питань, що стоять на порядку денному. Посошков узявся  за перо, вирішивши допомогти Петрові своїми «прожектами». Але коли працю було закінчено, то виявилося, що це не черговий проект, а цілісна програма перетворення Російської держави. Так в 1724 році з'явилась «Книга про убогість і багатсво» — головна праця Посошкова, у якій сімдесятирічний автор наважився викласти весь комплекс своїх уявлень про засоби досягнення прийнятного суспільного устрою. Тут мова йде про економіку й політику, право й військову справу, фінанси і сільське господарство, релігію й мораль.
«Книгу про убогість і багатсво» І.Посошков направив цареві, однак вона, очевидно, не дійшла до Петра І, який у січні 1725 року помер.1 лютого 1726 року перебуваючи під арештом помер і сам Посошков. У матеріалах Таємної канцелярії він названий"купеческим  человеком", а в протоколі, що зафіксував смерть, Посошков — «водошных дел мастер». Але ким би не була ця людина, для науки Посошков цікавий насамперед як оригінальний мислитель, що подарував Росії «Книгу о скудости и богатстве».
Головна праця Івана Посошкова — «Книга про убогість і багатсво» (1724), — опублікована більш ніж через сто років після його смерті, займає особливе місце в історії російської суспільної думки. Близькість Посошкова до інтересів російської торгово-промислової буржуазії, що саме у цей час заявила про своє народження, дозволила йому написати перший у Росії економічно-політичний трактат у буквальному смислі цього слова, у якому він виступає переконаним борцем за інтереси промислового розвитку Російської держави, теоретиком російського меркантилізму (звідси і вимога про збільшення вивозу за рахунок ввезення, будівництву казенних мануфактур при одночасному заохоченні приватної ініціативи й т.п. ).